# Pérotin
Pérotin   (París, c. 1155 - Regne de França, c. 1230 (Gregorià)) fou un compositor francès, nascut a París al voltant del 1160 i mort cap al 1230. Pérotin és el primer compositor conegut de la història de la música que compon per a més de dues veus independents.
És considerat el compositor més important de l'anomenada Escola de Notre-Dame de París, que va ser un dels centres cabdals en la formació de la polifonia medieval. Va revisar el Magnus liber organi (atribuït a Léonin) entre el 1180 i el 1190.
En un tractat datat vers el 1275 (la Anònim IV de Coussemaker), se'l qualifica de <discantor optimus>, és a dir, compositor de discant. L'època de la seva vida és incerta, alguns dels tres o quatre Petrus de la catedral de París no es corresponen amb aquest compositor. Vers 1240/50, Jean de Garlande cita Pérotin com a autor eminent de <quadruples> (<organa> a 4 veus). Mercès a la Anònim IV ha estat possible atribuir a Pérotin amb força certesa set peces que subsisteixen en el Magnus liber, manuscrit conegut amb el nom d'Antifonari Médicis (Plut. XXIX/1, de la Biblioteca de Florència). Algunes d'elles apareixen en els manuscrits procedents d'aquest Magnus Liber, en especial dos manuscrits de Wolfenbüttel, un manuscrit de Londres i un de Madrid (ex Manuscrito de Toledo). Fou canonge de la catedral de Notre-Dame de París i més tard en fou nomenat mestre de capella.
Algunes de les seves obres més importants són: l'organum a quatre veus Viderunt omnes (gradual per a Nadal i la Circumcisió, 1198), Sederunt principes (per a la festivitat de sant Esteve, 1199), enumerats en una carta d'Odon de Sully el qual aportaria unes dates a Pérotin.; Alleluia Posui Adjutorium, Alleluia Nativitas, a 3 veus; i els conductus Salvatoris hodie (a tres veus), un conductus, Dum sigillum (a dues veus); una monodia, Beata viscera, el text de la qual podria ser de Felip el Canceller, però que Dom Wilmart atribueix a Gualter de Châtillon o de Lilla. Justícia no ha estat trobada, entre d'altres.
Les referències del Anònim IV no eren limitatives -afegí amb freqüència, etc- i algunes altres obres dels manuscrits de Notre Dame podrien ser de Pérotin, el quàdruple Mors, In oderem, Et gandebit. Considerant l'estil, es pot pensar que altres obres es deuen a èmuls de Pérotin. Descendit, Dies sanctificatus, etc...Ell mateix retocà organa a 2 veus escrits anteriorment per Leonin (tal vegada vers el 1180), millorant-les i transcrivint-les a una notació que es podria definir com perotiniana, ja ben compassada, però menys sistemàtica que la de J. de Garlande. Per altra banda és evident que fora dels manuscrits ja citats existeixen originals en els quals el cant principal (com al Viderunt, per exemple) està recollit en caràcters alfabètics.
Fins a finals dels segle xii, l'<organum> a 2 veus era corrent. Un sol tiple, tal vegada arranjament, atribuït a un tal Mestre Albert (mort el 1180), anuncia la polifonia. Però no apareix cap precursor d'aquests extensos quàdruples que sorgeixen de sobte de la ploma de Pérotin, que assoleixin a admirar a un quasi contemporani com J. de Garlande. Aquesta tècnica amplia i complexa exerceix una profunda influència en la música francesa i occidental, després enriquidora del motet i del gran <conductus> polifònic.
El nom de Pérotin, absent del que resta dels arxius de Notre Dame com dels manuscrits que serven les seves obres, desaparegué ràpidament de la memòries dels homes. Redescobert en els texts publicats per Coussemaker el 1864, ha estat objecte de nombroses i infructuoses investigacions biogràfiques. Diversos dels seus <organa> han estat transcrits amb més o menys fidelitat, i interpretats en públic. El fet que en aquestes polifonies només el tenor <veu greu> tinguí un text amb freqüència espargit, mentre que les altres 2 o 3 veus superiors resten escrites en lligadures continues, pot suggerir la hipòtesi que corresponien a instruments. Una altra solució imposada pel Manuscrito de Madrid (Sederunt) ha consistit en anular les lligadures i deixar notes separades, donant a cadascuna la síl·laba d'un gran trop litúrgic de Saint-Etienne. Així s'assoleix un <conductus> a 3 veus recolzat de tant en tant sobre les notes del tema litúrgic de la de tenor.